# Обратная отсылка
В международном частном праве обратная отсылка (фр. renvoi) — это коллизионно-правовой институт, возможность применения которого возникает, когда суд одного государства обращается к праву другого государства. Этот термин также включает в себя отсылку к праву третьего государства.

## История
Проблема обратной отсылки впервые стала обсуждаться в XIX веке. В 1878 году во французском суде рассматривалось наследственное дело. После смерти Форго — баварского подданного, внебрачного ребенка, всю жизнь прожившего во Франции, остались вклады во французских банках. Завещание составлено не было. На наследство претендовали баварские кровные родственники. По французскому праву наследование движимого имущества определяется по личному закону физического лица, то есть по баварскому праву. Баварское право признавало наследование после внебрачных детей, следовательно, иск баварских родственников подлежал удовлетворению.
Однако при рассмотрении дела прокурор обратил внимание на следующие обстоятельства. Французская коллизионная норма выбирает баварское право, но в баварском праве есть своя коллизионная норма, согласно которой наследование движимого имущества должно определяться по закону фактического домицилия, то есть месту постоянного проживания наследодателя, которым являлась Франция. Если отсылку французской коллизионной нормы понимать как отсылку к баварскому праву в целом, то надлежит руководствоваться и баварской коллизионной нормой, которая в рассматриваемом случае отсылает «обратно» к французскому праву. Французский суд принял обратную отсылку и наследственные права баварских родственников после Форго признаны не были.

## Содержание
Таким образом, обратная отсылка возникает в тех случаях, когда отсылка к праву иностранного государства рассматривается как отсылка не только к его внутренним (материальным и процессуальным) нормам, но и к коллизионным нормам, то есть ко всей системе права иностранного государства в целом. Отсылка к праву третьего государства возникает в тех случаях, когда иностранное право, подлежащее применению, отсылает к праву третьего государства.
Можно выделить следующие причины возникновения обратной отсылки:
1. Коллизионное право имеет национальную природу и является составной частью внутреннего права каждого государства. Следовательно, подлежащее применению иностранное право представляет собой единую систему, куда входят в том числе и коллизионные нормы этого иностранного права.
2. Коллизионные нормы разных государств по-разному решают вопрос о выборе права для регулирования однородных частноправовых отношений.

## Основные подходы
- государства, законы которых предусматривают применение обратной отсылки в полном объеме. Сюда относятся Австрия, Польша, Финляндия, Югославия.
- Страны, законы которых предусматривают применение обратной отсылки в целом, но оговаривают её применение каким-то принципиальным условием. Это Германия, Италия, Мексика, Португалия, Чехия.
- Страны, законы которых предусматривают применение только обратной отсылки — отсылки к своему собственному праву — Венгрия, Венесуэла, Вьетнам, Испания, Иран, Лихтенштейн, Россия, Румыния, Япония.
- Страны, законы которых отвергают проблему: Бразилия, Греция, Египет, Перу, Китай (за счет исключения норм коллизионного права из применимого права).
- Страны, законы которых вообще не решают эту проблему. К ним относятся Алжир, Аргентина, Болгария. К этой же группе стран до вступления в силу третьей части Гражданского кодекса относилась Россия.